# Tvrdojevac
Tvrdojevac (cyr. Тврдојевац) – wieś w Serbii, w okręgu kolubarskim, w gminie Ub. W 2011 roku liczyła 323 mieszkańców.